# 華人新村

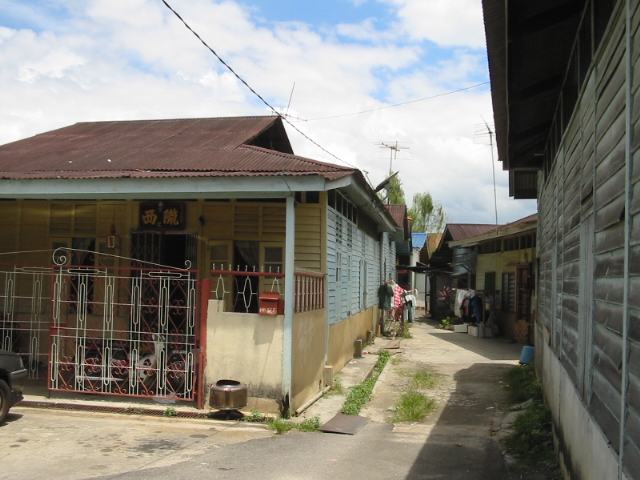
鹅唛的华人新村

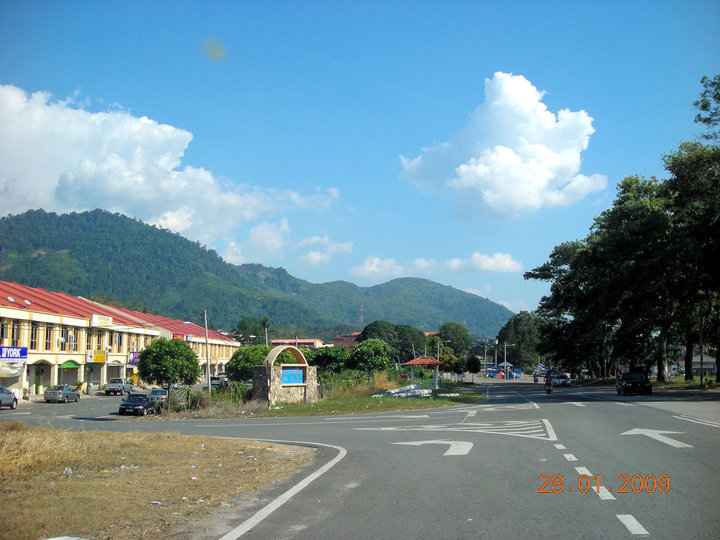
彭亨雙溪蘭的华人新村

華人新村（かじんしんそん、マレー語: Kampung Baru Cina、中国語: 华人新村、英語: Chinese new villages）とは、マレーシアにおいて1950年代に形成された華人（中国系住民）の集住村落である。これは、当時の英領マラヤの植民地政府が、12年間に及ぶ「非常事態」下で設置した一連の華人強制移住定住地である。当時の植民地政府は、郊外に分散して暮らしていた華人が森林に潜むマラヤ共産党のゲリラと接触するのを防ぐため、彼らを集中的に移住させた。その結果として生まれたのが、後に「新村」と呼ばれるこれらの華人集住地であった。

## 背景
マレーシアにおける華人新村は、イギリス植民地政府による軍事戦略の一環として形成された歴史的産物であり、ブリッグス計画（英語: Briggs Plan）に基づいて設置された「強制収容所」型の集落である。これは、当時のマラヤ共産党（通称：馬共）と一般の華人住民との接触を断ち、住民が共産ゲリラに衣服・食糧・医薬品・情報などを提供するのを防ぐためのものであった。その結果、マレー半島各地に多数の収容所的性格を持つ「新村」が建設され、1954年時点では国内に480か所もの新村が存在し、約57万3千人が移住させられた。そのうち約86%が華人であり、この新村制度はマレーシア独自の集落景観を形成することとなった。
華人新村が形成された主な原因は、マラヤが日本軍の占領下にあった時期にまで遡る。日本統治期、マレー半島の華人たちは激しい弾圧を受け、多くの華人が「粛清作戦」によって虐殺され、さらに戦時中には5000万ドルもの賦納金の支払いを強制されたことで、生活は一層困窮した。生き延びるため、多くの華人が都市部から離れ、森林の周辺へと移住し、日本軍政に対抗するために、マラヤ共産党が組織した「マラヤ人民抗日軍」を支援した。第二次世界大戦後も、こうした華人たちは各地の森林周辺で分散して農耕を営み、戦後の経済不振と食糧不足に対処していた。戦後、イギリスが再びマラヤ半島で植民地支配を再開し、1945年10月には「マラヤ連合（The Malayan Union）」憲法の導入を図ったが、マレー人の強い反発により、1946年にはマレー人主体の政党「統一マレー国民組織（UMNO、巫統）」が結成され、これを受けてイギリスは「マラヤ連邦（The Federation of Malaya）」憲法へと方針を転換した。この新しい枠組みは非マレー人にとって極めて不利な内容であったにもかかわらず、1948年2月1日に正式に発足した。これに対し、特に反発を強めたのが、戦時中から活動を続けていたマラヤ共産党であり、同年、植民地政府は非常事態宣言の発令と共にマラヤ共産党を非合法化し、「マラヤ危機」へと突入した。その結果、マラヤ共産党はイギリス政府との武装ゲリラ闘争を開始した。多くの華人が戦時中に共産党に救われた経験から彼らを支持していたことや、その構成員の大多数が華人であったこともあり、植民地政府はマラヤ共産党への支援を断つため、森林周辺に分散していた華人たちを集中的に管理する必要に迫られた。これにより、主に華人を対象とした「新村」への強制移住が始まり、新村の住民構成は華人中心となった。
1949年から1961年の間に、華人新村はマレー半島各地に設置された。これらの新村はすべて森林から離れた場所に位置しており、地元の華人とマラヤ共産党メンバーとの接触を断つことを目的としていた。当時、華人新村に居住していた人口は、マレーシア全体の華人の約3分の1を占めていた。1957年にマレーシアがイギリスから独立を果たした後も、新村は「収容所」的な管理体制から完全には解放されず、住民の行動の自由はわずかに緩和されたに過ぎなかった。新村の住民が本格的に通行自由権を取り戻すのは、1960年7月31日に「非常事態」が正式に終了してからのことであった。

## 現況
2015年のマレーシア住宅・地方自治省の統計によれば、現在国内には合計613の新村が存在しており、その内訳は、伝統的新村が436村、再編村が134村、漁村が43村である。
マレーシアで最も華人新村の数が多い州はペラ州である。これは、英領植民地政府がマラヤ各民族を分離・自治させる形で統治を行った結果、華人は主に新村に、マレー系とインド系はカンポン（村落）やプランテーションに住むようになったことによる。現在、多くの新村において華人の住民比率は70％を超えており、例外的なのはクランタン州である。クランタン州の新村は46か所あるが、そのうち41か所はマレー系が多数を占め、4か所はタイ系住民が中心、1か所はインド系住民が主体となっている。初期の華人新村は主に木造家屋で構成されていたが、時代の変化とともに多くが現代的な住宅に建て替えられている。一方で、人口流出や空き家の増加により、荒廃の進む新村も見られるようになっている。
2021年10月10日、当時の首相イスマイル・サブリ政権下で、マレーシア政府は全国613の新村の管轄権を国家団結省へ移管することを発表し、これは2022年1月1日より正式に施行された。しかし、2023年1月13日、新たに発足したアンワル首相率いる連立政権は、全国の華人新村関連業務を地方自治開発省の管轄下に戻すことを発表した。これは、華人新村の開発計画やインフラ整備をより効果的に進めるための措置である。

## 分布
華人新村は基本的に西マレーシア（マレー半島）に集中しているが、東マレーシアにも3つの新村が存在する。これらは、かつてのイギリスのサラワク植民地政府が共産主義勢力への対抗策として設置した「新生村」「来拓村」「大富村」である。現在、マレーシアで最も人口が多く、面積も最大の新村はクアラルンプールに位置する「増江新村」である。一方、最も小規模な新村はケダ州バリン県にある「拉武勿刹」で、人口はわずか約44人にとどまっている。
2009年3月5日、マレーシア住宅・地方自治省は、157の非伝統的な華人新村（うち再編村113か所、漁村44か所）を正式にその管轄範囲に組み入れ、従来の伝統的新村と同等の扱いとすることを発表した。
2024年4月24日、マレーシアの住宅・地方自治大臣である倪可敏は、サラワク州政府が最近実施した地域再編計画が住宅・地方自治省により承認されたことを受け、新たに14の新村が追加され、全国の新村数が従来の613か所から627か所に増加したと発表した。

マレーシアにおける華人新村の分布

以下は、マレーシア各州における華人新村の総数の概略である。各州ごとの新村の詳細については「マレーシア華人新村一覧」を参照されたい。
| 州/連邦直轄領              | 伝統新村 | 再編村 | 漁村 | 新村合計 |
| -------------------------- | -------- | ------ | ---- | -------- |
| ジョホール州               | 83       | 33     | 7    | 123      |
| ケダ州                     | 32       | 5      | 0    | 37       |
| クランタン州               | 24       | 22     | 0    | 46       |
| ムラカ州                   | 19       | 4      | 0    | 23       |
| ヌグリ・スンビラン州       | 40       | 19     | 0    | 59       |
| パハン州                   | 52       | 7      | 0    | 59       |
| ペナン州                   | 9        | 3      | 2    | 14       |
| ペラ州                     | 125      | 17     | 15   | 157      |
| プルリス州                 | 1        | 1      | 0    | 2        |
| セランゴール州             | 42       | 20     | 19   | 81       |
| トレンガヌ州               | 3        | 0      | 0    | 3        |
| クアラルンプール連邦直轄領 | 3        | 0      | 0    | 3        |
| サラワク州（クチン）       | 3        | 0      | 0    | 3        |
| 総数                       | 440      | 134    | 43   | 617      |

## 逸話
当時、多くの西洋の著者は「新村」をいわゆる「強制収容所」であると誤解していた。かつてマハティール・モハマドがアメリカ・マサチューセッツ大学アマースト校を訪問した際、若いアメリカ人夫婦から「マレーシアにはいくつ新村があるのか」と尋ねられ、正確な数を把握していなかった彼は「およそ100か所」と答えた。するとその夫婦は驚愕し、「そんなに多くの強制収容所があるなんて、どうして可能なんだ？」と反応したという。しかしマハティールとしては、新村は外周にフェンスが設置されていたものの、本質的には「集中キャンプ」ではなく、あくまで共産ゲリラとの接触を断つための居住再配置政策に基づく集落という認識であった。

## 歌曲
イギリス植民地政府によってマラヤ各地で行われた華人の新村への強制移住により、多くの華人の間で不満や苦しみが広がった。そのような背景のもとで、ある楽曲が創作された。この歌は、ひとりの華人女性が白く輝く満月を見上げながら、遠く離れた夫のこと、そして蹂躙された故郷を思い出すという内容である。